# Таємниця святого Арсенія
«Таємниця святого Арсенія» — роман-есей українського письменника Івана Корсака, опублікований в 2008 році луцьким видавництвом ПВД «Твердиня».
Головний персонаж нової книги українського літератора з Волині Івана Корсака Арсеній Мацієвич (1697—1772) — представник другої хвилі генерації українських просвітителів у Росії. Син священика з волинської шляхти. Останній із супротивників церковних «реформ» Петра I та Катерини ІІ. Член найсвятішого Синоду. Митрополит Ростовський упродовж 20-ти років (для Ростова це «найсвітліша доба в його історії»). Великий проповідник: залишив 217 проповідей. Завзято обороняв права Церкви від втручання державної влади.
Тривала боротьба закінчилась позбавленням сану і довічним ув'язненням. Сім днів судили митрополита Арсенія Мацієвича «за превратныя и возмутительныя толкования Св. Писания и за посягательсто на спокойствие подданых». Після першого судилища Катерина II відправила його простим ченцем в монастир під Архангельськом. Вдруге віддали під суд вже як політичного злочинця («достойный истязания и лишения жизни») — і та ж цариця наказала замурувати його в казематах Ревельської фортеці. Зусилля вбивці-імператриці не стали на перешкоді всім православним конфесіям Арсенія Мацієвича визнати причисленим до лика святих.

## Зміст книги
- Дмитро Степовик. Портрети давніх і недавніх Іродів
- Таємниця святого Арсенія
- Замість приміток. Про ті події і явища у різні часи писали…